# Steve Blank
Steve Blank  
(1953) es un emprendedor en serie y profesor de Silicon Valley que vive en Pescadero, California.
Blank es conocido por desarrollar la metodología del Desarrollo de Clientes (Customer Development), que inició el movimiento Lean Startup, una metodología que pone de manifiesto que los nuevos negocios y startups no son versiones reducidas de las grandes empresas, y que necesitan sus propios procesos y herramientas para tener éxito. Su artículo de la portada del número de mayo de 2013 de la Harvard Business Review (Why the Lean Startup Changes Everything) definió el movimiento Lean Startup. Su programa formativo Lean Launchpad (que se enseña en el Innovation Corps de la National Science Foundation) se ha convertido en el estándar para la comercialización de los resultados de la investigación científica federal. 
Blank ha trabajado más de 30 años en el sector de las tecnologías de la información. Ha creado o trabajado en 8 nuevas empresas o startups, cuatro de las cuales salieron a bolsa. Blank también es el cofundador de E.piphany.
Blank se jubiló en 1999, y desde entonces enseña y escribe sobre Desarrollo de Clientes y el método Lean Startup. Es catedrático adjunto de creación de negocios en Stanford; da clase en la Haas School of Business, y es profesor en la Universidad de Columbia y en la Universidad de Nueva York. Es un bloguero y conferencista muy prolífico y ha escrito 4 libros: The Four Steps to the Epiphany (Los cuatro pasos para Epifanía), Not All Those Who Wander Are Lost (No todos los que vagan están perdidos), The Startup Owner's Manual (El manual del emprendedor) y Holding a Cat by the Tail (Agarrando a un gato por la cola).

## Primera parte de su vida
Blank nació de padres inmigrantes que tenían una tienda de alimentación en el barrio de Chelsea, en Nueva York. Fue criado junto a su hermana, 12 años mayor que él, por su madre después de que su padre abandonara el hogar cuando él tenía 6 años. Su madre y su padre nunca fueron a la universidad (su padre dejó los estudios en 8.º grado) y deseaban que su hijo se graduara en una. Él fue a la Universidad de Míchigan, pero dejó la universidad al terminar el primer cuatrimestre.
Desde Michigan Blank hizo auto-stop hasta Miami, donde encontró trabajo en el Aeropuerto Internacional de Miami cargando caballos de carreras en los aviones. En el aeropuerto, Blank desarrolló su interés por la aviónica. Se dio cuenta de que la única manera de aprender más era uniéndose a la Air Force (Ejército del Aire).
Su carrera militar le llevó a Tailandia durante la Guerra de Vietnam, en la que mandó a un equipo de 15 técnicos de electrónica durante un año y medio. Tenía 20 años.
Después de dejar el ejército Blank se trasladó a Palo Alto en los 70, una ciudad en una zona que se conocería más tarde como Silicon Valley.

## Carrera como emprendedor
Steve Blank llegó a Silicon Valley cuando comenzaba la expansión económica de 1978. Su primer trabajo allí fue con ESL, una startup pionera en medios de reconocimiento (National Reconnaissance). La compañía ayudaba al gobierno a entender los avances soviéticos en tecnologías y armas durante la Guerra Fría.
Durante sus 21 años de carrera como emprendedor Blank creó o trabajó con muchas empresas de tecnología. Cuatro de sus empresas salieron a bolsa. Algunas de sus empresas fueron Zilog y MIPS computers, Convergent Technologies, Ardent, SuperMac Technologies, ESL y Rocket Science Games.
Blank cofundó su octava y última startup, E.piphany, una empresa que producía un software para la gestión de clientes (Customer Relationship Management, o CRM) y se retiró el día antes de su salida a bolsa, en septiembre de 1999. Entre los empleados destacados de la empresa estaban Roger Siboni y Karen Richardson.
Desde entonces Blank ha sido miembro de los consejos de administración de Macrovision/ Rovi e Immersion, que cotizan en bolsa, y de varias empresas no cotizadas. Continúa invirtiendo y asesorando a nuevos negocios de Silicon Valley, incluyendo a empresas relacionadas con la inteligencia artificial como Geometric (adquirida por Uber) y Deepscale.

## Metodología del Desarrollo de Clientes
Blank creó la metodología del Desarrollo de Clientes (Customer Development) a mediados de la década de los 90. Esta desarrolla el método científico que se puede aplicar por parte de los nuevos negocios y de los emprendedores para mejorar el éxito de sus productos, a partir de una mejor comprensión de los problemas/necesidades de los consumidores, así como de las otras hipótesis necesarias para crear una empresa que tenga éxito comercial.

## El movimiento Lean Startup
La metodología del Desarrollo de Clientes de Blank es la piedra angular del movimiento Lean Startup, que popularizó Eric Ries del que Blank reconoce que ha sido "el mejor estudiante que he tenido". El modelo Lean Startup se basa en el aprendizaje validado, la experimentación científica y la creación iterativa de versiones de productos para acortar sus ciclos de desarrollo, medir su progreso y obtener una valiosa información a partir de las opiniones de los clientes. Blank y Ries desarrollaron conjuntamente sus ideas alrededor de 2004, cuando Blank era un inversor y asesor de la empresa IMVU de la que Ries era cofundador. Emprendedores de todo el mundo se han unido al movimiento al ser una forma eficiente de probar ideas y conseguir clientes. Ries ha integrado la metodología del Desarrollo de Clientes entre los procesos de lean Startup y considera que es uno de los pilares del movimiento Lean Startup.

## Carrera académica y docente
En 2002 Blank comenzó a enseñar a crear empresas a estudiantes de grado y posgrado en la Haas School of Business de la Universidad de Berkeley. Actualmente enseña en Stanford, la Haas School of Business de la Universidad de California Berkeley, la Universidad de Nueva York y Columbia. Su programa de estudios Lean Launchpad utiliza la metodología del Desarrollo de Clientes y los métodos de Lean Startup que ha desarrollado a lo largo de su carrera como emprendedor en serie y académico.

## El programaLean Launchpad
En enero de 2011, Blank creó el programa de clases Lean Launchpad en la Universidad de Stanford y en la UC Berkeley. El programa se basa en el modelo científico para enseñar a crear negocios y combina el aprendizaje experiencial con los 3 bloques necesarios para crear un nuevo negocio Lean Startup de éxito: El Diseño de Modelos de Negocio de Alexander Osterwalder, el Desarrollo de Clientes de Blank y el Desarrollo Ágil. 
El programa Lean Launchpad cambió la forma en la que se enseñaba a crear negocios. En vez de utilizar las prácticas tradicionales de las escuelas de negocio con las que se enseñaba a los alumnos a crear un plan de negocios estándar, o un producto, el programa proporciona la experiencia real de lo que se necesita para crear un negocio.
Los alumnos proponen e inmediatamente prueban sus hipótesis de negocio. Salen a la calle y hablan con 10-15 potenciales clientes, socios y otros cada semana. Utilizan las opiniones que consiguen en estas entrevistas para refinar su producto o servicio y para construir un nuevo producto mínimo viable cada semana; para asegurar que su producto o servicio resuelve una necesidad o problema de los clientes; y para validar que están construyendo un modelo de negocio que puede vender repetititvamente y crecer.
Desde su creación, el programa de Blank se ha incorporado a más de 100 universidades en todo el mundo y muchos emprendedores siguen su versión en línea.

## El Innovation Corps de la National Science Foundation
En julio de 2011 la National Science Foundation le pidió a Blank que adaptara su programa Lean LaunchPad para su Innovation Corps (I-Corps), que desarrolla y cuida de un ecosistema de innovación nacional para ayudar a que los descubrimientos puedan pasar de ser investigación básica a ser nuevos negocios. 
El programa es ya el estándar para la comercialización de la ciencia, y sirve como el plan de estudios del Innovation Corps (I-Corps) de la National Science Foundation. Se enseña en 53 universidades y otras agencias de investigación (NIH, DOE, HHS, NSA) también lo han adoptado. También está sirviendo para canalizar la innovación dentro de la Administración de EE. UU., especialmente en defensa y en inteligencia. 

## Hacking for Defense (Redefiniendo la defense) y Hacking for Diplomacy (Redefiniendo las relaciones exteriores)
Los programas Hacking for Defense (Redefiniendo la defensa) y Hacking for Diplomacy (Redefiniendo las relaciones exteriores) son versiones del Lean Launchpad de Blank, que se crearon en Stanford en 2016. Su objetivo es dar solución a los retos de la seguridad nacional y diplomáticos al tiempo que ofrecen una plataforma nueva para permitir que los ciudadanos sirvan a su país.
Hacking for Defense conecta la forma de pensar innovadora de Silicon Valley con las islas de innovación que existen dentro del Department of Defense y de los servicios de inteligencia de EE. UU. Los equipos de alumnos trabajan con mentores DODs y de inteligencia utilizando los métodos de Lean Startup y el plan de estudios de Lean LaunchPad intentando dar solución a problemas de seguridad nacional reales.
Hacking for Defense empezó a crecer desde su piloto en Primavera de 2016. En 2017 se enseñará en más de 15 universidades de EE. UU. intentando dar soluciones a cientos de problemas críticos de seguridad nacional que aparecen anualmente.
El piloto del programa Hacking for Diplomacy terminó en Stanford en diciembre. Durante el programa los equipos han trabajado con los mentores del State Department utilizando los métodos de Lean Startup para dar solución a retos críticos de política exterior.
Después de que el programa piloto tuviera éxito, la versión para el I-Corps se expandió rápidamente. En 2014 se creó una nueva versión especialmente dedicada a la investigación biomédica denominada I-Corps at NIH. En enero de 2017, I-Corps dispone de una National Innovation Network (red de innovación nacional) de más de 190 facultades y universidades, y han realizado el programa más de 800 equipos de científicos e ingenieros.

## Premios y reconocimientos
En 2009 Blank ganó el premio Stanford University Undergraduate Teaching Award in Management Science and Engineering de la Universidad de Stanford. Ese mismo año también fue reconocido como uno de las 10 personas más influyentes de Silicon Valley por el Mercury News de Silicon Valley. En 2010, Blank recibió el premio Earl F. Cheit Outstanding Teaching Award de la Haas School of Business de la UC Berkeley.
En 2012 la Harvard Business Review le reconoció como uno de los 12 Maestros de la Innovación y la CNBC le reconoció como uno de los "11 emprendedores más importantes que enseñan a la próxima generación”.
Blank fue nombrado Senior Fellow for Entrepreneurship en la Universidad de Columbia en 2015, y ha sido incluido en el ranking mundial de pensadores de empresa de The Thinkers50. 
Blank es un ponente habitual en conferencias y eventos sobre creación de empresas y realizó los discursos de graduación de la Philadelphia University de 2011, de la University of Minnesota de 2013, de ESADE Business School en 2014, y de la NYU en 2016. NPR calificó su discurso de graduación en la Philadelphia University como uno de los mejores de los últimos 325 años.

## Publicaciones

### The Four Steps to the Epiphany(Los cuatro pasos para Epiphany)
En 2005, Blank publicó "The Four Steps to the Epiphany: Successful Strategies for Products that Win" (Los cuatro pasos para Epiphany: Estrategias de éxito para productos que ganan)"(K & S Ranch Press), que detalla sus ideas sobre el proceso de Desarrollo de Clientes. En el libro, Blank expone sus puntos de vista sobre cómo el espíritu empresarial y el empredimiento (o creación de negocios) son procesos que puede gestionarse activamente en lugar de ser un arte que debe experimentarse de forma pasiva. En las comunidades de emprendedores círculos se considera a este libro como la fuente definitiva sobre la metodología del Desarrollo de Clientes.

### Not All Who Wander Are Lost(No todos que los que vagan están perdidos)
Blank publicó un segundo libro en 2010, "Not All Who Wander Are Lost" (No todos los que vagan están perdidos) con historias de su vida como emprendedor. Este conjunto de materiales desarrolla el argumento sobre cómo vivir la vida en medio del acelerado mundo de startups de Silicon Valley.

### The Startup Owner's Manual(El Manual del Emprendedor)
Steve Blank y Bob Dorf fueron los autores de "The Startup Owner's Manual" (El Manual del Emprendedor), que se publicó en marzo de 2012. Este manual de instrucciones detalla en 608 páginas (en la versión en inglés) un enfoque científico para crear negocios y describe la importancia de "la validación rigurosa y repetitiva". Esta obra se apoya en las ideas anteriores establecidas en la Generación de Modelos de Negocio y en The Four Steps to the Epiphany. En palabras de Blank, el libro se diseñó para utilizarse como una "enciclopedia y una guía" para las startups y nuevos negocios.

### Holding a Cat by the Tail(Agarrando a un gato por la cola)
Blank public Holding a Cat by the Tail en 2014. El libro es una versión actualizada de Not All Those Who Wander Are Lost, e incluye lecciones adicionales sobre su vida como emprendedor.

### Blog
Blank es autor de un blog sobre emprendimiento y la creación de nuevos negocios. En 2012, su blog fue calificado como uno de los "10 blogs obligados para cualquier Lean Startup" por Welovelean.com. El blog se considera de lectura obligada para los emprendedores y con frecuencia se referencia por la Universidad de Berkeley, VentureBeat y Huffington Post, Forbes, Inc y NikkeiBP en Japón. También está disponible como podcast de audio (producido por Clearshore y con la voz de HP Lewis) al que se puede acceder desde el propio blog, o a través de Soundcloud. El blog está traducido al Español por Alberto Peralta.

## Prestación social
Blank es exPresidente de Audubon California y ha sido miembro del consejo del Peninsula Open Space Trust y de la U.C. Santa Cruz. Actualmente Blank es miembro de la junta de California League of Conservation Voters, o CLCV. En 2007 fue nombrado miembro de la California Coastal Commission. Ha realizado donaciones para conservar la costa de California y ha aportado fondos para sostener el centro de visitantes de la Año Nuevo State Reserve y del Peninsula Open Space Trust.

## El personaje
Blank es conocido entre los emprendedores y estudiantes como uno de "los padrinos de Silicon Valley". Sus libros, blog y entrevistas se citan a menudo o aparecen en publicaciones de alcance mundial, como Reuters, New York Times, Forbes, Inc, TechCrunch y The Wall Street Journal. Blank ha organizado con un éxito completo numerosos eventos y conferencias sobre espíritu empresarial y emprendimiento y la metodología del Desarrollo de Clientes.